# Stiliger
Stiliger is een geslacht van weekdieren uit de klasse van de Gastropoda (slakken).

## Soorten
- Stiliger akkeshiensis Baba, 1935
- Stiliger auarita Caballer, Ortea & Moro, 2009
- Stiliger aureomarginatus Jensen, 1993
- Stiliger berghi Baba, 1937
- Stiliger fuscovittatus Lance, 1962
- Stiliger illus Er. Marcus, 1965
- Stiliger llerae Ortea, 1982
- Stiliger ornatus Ehrenberg, 1828
- Stiliger pusillus Baba, 1959
- Stiliger smaragdinus Baba, 1949
- Stiliger viridis (Kelaart, 1858)
- Stiliger vossi Ev. Marcus & Er. Marcus, 1960